# UFC 194
UFC 194: Aldo vs. McGregor est un événement d'arts martiaux mixtes organisé par l'Ultimate Fighting Championship (UFC). Il a eu lieu le 12 décembre 2015 MGM Grand Garden Arena à Las Vegas, Nevada. Le combat vedette oppose l'Irlandais Conor McGregor au Brésilien José Aldo.

## Résumé de la soirée
Par son style de combat et sa personnalité, l'extraverti combattant irlandais Conor McGregor attire l'attention et a gravi les échelons jusqu'à avoir le droit de défier le champion de sa catégorie, obtenant une ceinture de champion par intérim. Après sept ans de règne sur la division des poids plumes, le Brésilien José Aldo est battu en seulement treize secondes par Conor McGregor dans le combat principal de l’UFC 194. S'avançant pour lancer une droite, le Brésilien est cueilli par une gauche précise qui l'envoie au sol et oblige l’arbitre John McCarthy à l'interposer pour mettre fin au combat. Ce combat marque la première défaite d'Aldo en dix ans et étend la série de victoires de McGregor à quinze combats. La MGM Grand Garden Arena accueille une affluence de 16 516 spectateurs et établit un nouveau record de revenus de billetterie avec 10,1 millions de dollars encaissés. Avec treize secondes, le combat principal est également le plus court de l'histoire de l'UFC pour un combat pour la ceinture, une seconde plus rapide que le succès en quatorze secondes de Ronda Rousey lors de l'UFC 184.

## Carte des combats
| Catégorie                                             | Vainqueur              | Adversaire             | Méthode                                  | Round | Temps | Notes                                                                 |
| ----------------------------------------------------- | ---------------------- | ---------------------- | ---------------------------------------- | ----- | ----- | --------------------------------------------------------------------- |
| Programme principal                                   |                        |                        |                                          |       |       |                                                                       |
| Poids plumes                                          | Conor McGregor (ic)    | José Aldo (c)          | KO (Coups de poing)                      | 1     | 0:13  | Pour le titre unifié de la division plumes. Performance de la soirée. |
| Poids moyens                                          | Luke Rockhold          | Chris Weidman          | TKO (Coups de poing)                     | 4     | 3:12  | Pour le titre unifié de la division moyens. Combat de la soirée.      |
| Poids moyens                                          | Yoel Romero            | Ronaldo Souza          | Décision partagée (29-27, 28-29, 29-28)  | 3     | 5:00  |                                                                       |
| Poids mi-moyens                                       | Demian Maia            | Gunnar Nelson          | Décision unanime (30-26, 30-25, 30-25)   | 3     | 5:00  |                                                                       |
| Poids plumes                                          | Max Holloway           | Jeremy Stephens (en)   | Décision unanime (30-27, 30-27, 29-28)   | 3     | 5:00  |                                                                       |
| Programme préliminaire (diffusé sur Fox Sports 1)     |                        |                        |                                          |       |       |                                                                       |
| Poids coqs                                            | Urijah Faber           | Frankie Saenz (en)     | Décision unanime (29-28, 29-28, 30-27)   | 3     | 5:00  |                                                                       |
| Poids pailles féminins                                | Tecia Torres           | Jocelyn Jones-Lybarger | Décision unanime (30-27, 30-27, 30-27)   | 3     | 5:00  |                                                                       |
| Poids mi-moyens                                       | Warlley Alves (en)     | Colby Covington        | Soumission (étranglement par guillotine) | 1     | 1:26  |                                                                       |
| Poids légers                                          | Leonardo Santos (en)   | Kevin Lee (en)         | TKO (coups de poing)                     | 1     | 3:26  | Performance de la soirée.                                             |
| Programme préliminaire (diffusé sur l'UFC Fight Pass) |                        |                        |                                          |       |       |                                                                       |
| Poids légers                                          | Magomed Mustafaev (en) | Joe Proctor (en)       | TKO (Genoux et poings)                   | 1     | 1:54  |                                                                       |
| Poids légers                                          | Yancy Medeiros (en)    | John Makdessi (en)     | Décision partagée (29-28, 28-29, 29-28)  | 3     | 5:00  |                                                                       |
| Poids mi-moyens                                       | Court McGee (en)       | Márcio Alexandre Jr.   | Décision unanime (30-27, 29-28, 29-28)   | 3     | 5:00  |                                                                       |